# Щецинек (гмина)
Щецинек (пол. Szczecinek) — сельская гмина (волость) в Польше, входит как административная единица в Щецинецкий повет, Западно-Поморское воеводство. Население — 10 145 человек (на 2005 год).

## Солецтва
1. Бжезьно
2. Вежхово
3. Вильче-Ляски
4. Войново
5. Галово
6. Гвда-Велька
7. Гвда-Мала
8. Громбчин
9. Даленцино
10. Дзики
11. Дравень
12. Дренжно
13. Еленино
14. Жултница
15. Кваково
16. Кронгле
17. Кусово
18. Марцелин
19. Мосина
20. Парсенцко
21. Свёнтки
22. Ситно
23. Споре
24. Старе-Вежхово
25. Турово
26. Тшесека

## Населённые пункты без статуса солецтва
1. Анджеево
2. Бжостово
3. Бродзьце
4. Бучек
5. Бяле
6. Велиславице
7. Венглево
8. Вонгродно
9. Галувко
10. Гвда
11. Глёново
12. Глинно
13. Годзимеж
14. Голембево
15. Голонуг
16. Громбчиньски-Млын
17. Гроховиска
18. Даленцинко
19. Дембжина
20. Дембово
21. Доброгощ
22. Домброва
23. Домбрувка
24. Заменце
25. Зелёново
26. Квакувко
27. Кемпно
28. Краснобжег
29. Лабендзь
30. Летница
31. Липница
32. Лозинка
33. Лончка
34. Лыса-Гура
35. Малехово
36. Менково
37. Мысленцин
38. Недзвяды
39. Низинне
40. Нове-Гонне
41. Омульна
42. Опочиска
43. Оравка
44. Орловце
45. Панигродз
46. Парница
47. Пенково
48. Петшиково
49. Плужыны
50. Плюскота
51. Свёнтки
52. Седлице
53. Сершениска
54. Скально
55. Скотники
56. Славенцин
57. Славенцице
58. Смольники
59. Споткане
60. Стшежыслав
61. Тарнина
62. Тшебехово
63. Тшебуево
64. Тшцинно
65. Ядвижын
66. Яново